# Dementium: The Ward
Dementium: The Ward (с англ. — «Дементиум: Палата») — видеоигра в жанрах survival horror и шутера от первого лица, разработанная американской студией Renegade Kid и изданная компаниями Gamecock Media Group в Северной Америке, SouthPeak Interactive в Европе и Interchannel-Holon в Японии. Игра была выпущена для портативной консоли Nintendo DS. Релиз игры состоялся 31 октября 2007 года в США. В других регионах проект был выпущен позднее: в Японии — 26 июня 2008 года и 17 апреля 2009 в Европе. Игра изначально планировалась как очередная часть Silent Hill для портативной консоли Nintendo DS, однако Konami не устроила такая идея. Вместо этого разработчики создали полностью оригинальный проект. В сентябре 2014 года Джулс Уотшэм посредством Twitter заявил, что студия получила права на франшизу, и они планируют выпустить переиздание игры для Nintendo 3DS. 3 декабря 2015 года в сервисе eShop была выпущена Dementium Remastered — улучшенная версия игры для Nintendo 3DS.

## Игровой процесс
Игрок перемещается по заброшенному госпиталю, собирая предметы, решая головоломки и сражаясь с попадающимися на пути монстрами. Сам мир игры раскрывается посредством попадающихся на пути записок и файлов. По словам разработчиков, схема управления была позаимствована из Metroid Prime Hunters: сенсорный экран консоли используется как для инвентаря, так и для управления камерой. Герой может использовать только одно определенное оружие, что заставляет игрока переключаться между фонариком и оружием. Другой отличительной чертой игры является блокнот. В него игрок может вписывать различную информацию (например, коды для закрытых дверей).
Американская версия была раскритикована за неудобную систему сохранений. Игра сохранялась лишь в начале уровня, из-за чего игрок мог потерять до часа игрового времени в случае смерти. Данная претензия была учтена в японском и европейском релизах, куда были добавлены обычные точки сохранений. Другое исправление - враги не возрождаются, если игрок вернется в уже пройденную комнату.

## Сюжет
Игрок берет управление неизвестным мужчиной. Герой попадает в таинственную больницу, населенную кошмарными существами, не помня ничего из своего прошлого. Блуждая по коридорам, он узнает, что когда-то убил своих жену и дочь. Теперь его цель - выжить, а также выяснить, действительно ли он причастен к смерти своей семьи.

## Восприятие
| Сводный рейтинг       | Сводный рейтинг               | Сводный рейтинг               |
| Издание               | Оценка                        | Оценка                        |
| Издание               | 3DS                           | DS                            |
| --------------------- | ----------------------------- | ----------------------------- |
| GameRankings          | 62,27 %                       | 72,75 %                       |
| Metacritic            | 57/100                        | 72/100                        |
| «Критиканство»        | N/A                           | 72/100                        |
| Иноязычные издания    |                               |                               |
| Издание               | Оценка                        | Оценка                        |
| Издание               | 3DS                           | DS                            |
| Destructoid           | 1/10                          | 8,5/10                        |
| Edge                  | N/A                           | 5/10                          |
| Eurogamer             | N/A                           | 7/10                          |
| Famitsu               | N/A                           | 30/40                         |
| Game Informer         | N/A                           | 5,75/10                       |
| GamePro               | N/A                           | [ 17 ]                        |
| GameRevolution        | N/A                           | C+                            |
| GameSpot              | N/A                           | 7,5/10                        |
| GameSpy               | N/A                           | [ 20 ]                        |
| IGN                   | N/A                           | 8/10                          |
| Nintendo Life         | 7/10                          | 7/10                          |
| Nintendo Power        | N/A                           | 8,5/10                        |
| Nintendo World Report | 7,5/10                        | 7/10                          |
| 411Mania              | N/A                           | 8,4/10                        |
| The A.V. Club         | N/A                           | B                             |
| Русскоязычные издания |                               |                               |
| Издание               | Оценка                        | Оценка                        |
| Издание               | 3DS                           | DS                            |
| Gameplay              | N/A                           | 4/5                           |
| «Страна игр»          | N/A                           | 7,5/10                        |
| Награды               |                               |                               |
| Издание               | Награда                       | Награда                       |
| IGN                   | Лучший шутер от первого лица  | Лучший шутер от первого лица  |
| IGN                   | Лучшая графическая технология | Лучшая графическая технология |

Игра получила «смешанные и средние отзывы» по данным Metacritic. Общий рейтинг Dementium: The Ward на агрегаторе «Критиканство», подсчитываемый на основе рецензий русскоязычных изданий, составил 72 балла из 100 на основе 3 обзоров: 2 положительных и 1 смешанного.
Крэйг Харрис из IGN назвал визуальную составляющую игры выдающейся: «Эффекты освещения и работа с текстурами в Dementium The Ward особенные, если рассматривать возможности Nintendo DS». Также он отметил реализацию фонарика, сказав, что «хоть она и не похожа на более технологичные игры, в своей категории ей нет равных». Пит Селлер из Deeko отозвался об игре более положительно: «Визуально игра восхитительна: каждый элемент дизайна направлен на создание атмосферы страха». В целом версия для Nintendo DS была раскритикована за малую продолжительность и плохую реиграбельность, систему сохранений, а также за воскрешающихся на пройденных локациях монстров, усложняющих прохождение.
22 сентября 2008 года, японская психиатрическая ассоциация протестовала против продаж игры. По их словам, «хотя в названии использован реальный психиатрический термин, сама игра использует образы враждебных пациентов».
По всему миру было продано более 100000 копий для Nintendo DS.

## Сиквел
На E3 2009, Renegade Kid показали тизер-трейлер Dementium II для Nintendo DS. Игра была выпущена 4 мая 2010 года.